# Inger-Maria Mahlkeová
Inger-Maria Mahlkeová (nepřechýleně Mahlke; * 1977 v Hamburku, Německo), je německá spisovatelka. Její román Archipel (česky Souostroví) získal v roce 2018 prestižní Německou knižní cenu.

## Život
Inger-Maria Mahlkeová se narodila v Hamburku, vyrostla v Lübecku a na Tenerife, kde pravidelně trávila prázdniny u příbuzných. V Berlíně vystudovala práva a působila pak na katedře kriminalistiky Svobodné univerzity Berlín. Žije v Berlíně. Je členkou německého PEN-Zentrum.

## Německá knižní cena
Archipel je autorčin čtvrtý román a vyšel v nakladatelství Rowohlt roku 2018. Román se odehrává na ostrově Tenerife a sleduje osud tří rodin z odlišného sociálního prostředí. Roku 2018 získal Německou knižní cenu. Zdůvodění poroty znělo: „Autorka vypráví přesným a promyšleným způsobem od současnosti až zpátky do roku 1919. Jsou to ale především detaily, které činí z románu působivý zážitek. Všední život, poškozenou krajinu, ale i světlo čtenář přímo smyslově zakouší. Fascinující je pohled autorky na jemné rozvětvení rodinných i sociálních vztahů.“